# (1188) Gothlandia
(1188) Gothlandia – planetoida z pasa głównego asteroid okrążająca Słońce w ciągu 3 lat i 89 dni w średniej odległości 2,19 au. Została odkryta 30 września 1930 roku w obserwatorium w Barcelonie przez Josepa Comasa Solę. Nazwa planetoidy pochodzi od Gothlandii, starożytnej nazwy Katalonii. Przed nadaniem nazwy planetoida nosiła oznaczenie tymczasowe (1188) 1930 SB.